# Alfred Donadei
Alfred Donadei, né le 13 juin 1875 à Nice et mort le 30 mai 1933 à Paris, est un homme politique français. Il est député puis sénateur des Alpes-Maritimes sous la Troisième République.

## Biographie
Fils d'un juge de paix de Saint-Sauveur-sur-Tinée, où il passe ses années d'enfance, Alfred Donadei, après de solides études secondaires au lycée de Nice et des études de droit à la Faculté d'Aix sanctionnées par un diplôme de docteur, s'inscrit au barreau de Nice, qu'il quitte plus tard pour s'occuper d'affaires immobilières.
Sa carrière politique commence en 1900 par un échec aux élections municipales à Nice. Deux ans plus tard, il entre au Conseil général des Alpes-Maritimes comme représentant du canton de Villars-sur-Var, lequel lui maintient sa confiance jusqu'à sa mort. Il en est pendant quelques années vice-président.
En 1903, il fait construire le Palais Donadei, conçu par l'architecte niçois Charles Dalmas, qui reçoit pour cet édifice la Médaille de Merveille.
Devenu en 1906 propriétaire-directeur du journal Le Petit Niçois (tendance radicale), il se présente à la députation à l'occasion des élections générales de 1906, dans l'arrondissement de Puget-Théniers et, le 6 mai, au premier tour de scrutin, gagne le siège contre le député sortant, Raphaël Bischoffsheim, par 3 598 voix contre 1 818 à ce dernier, sur 5 478 votants. Inscrit au groupe de la gauche radicale, il appartient à diverses commissions spéciales, notamment la Commission de l'agriculture, la Commission des forces hydrauliques, la Commission du commerce et de l'industrie, la Commission des postes et télégraphes.
Réélu lors du renouvellement du 24 avril 1910, au premier tour, par 4.068 voix contre 555 à M. Maffert (sur 4.932 votants), il poursuit, toujours au sein du groupe de la gauche radicale, l'action entreprise pour la défense et le développement des intérêts économiques et sociaux de sa région. C'est ainsi qu'il dépose, en 1906 et en 1909, deux propositions de loi invitant le Gouvernement à faire attribuer des secours aux populations de son arrondissement victimes de calamités atmosphériques.
Alfred Donadei, qui ne se représente pas aux élections des 26 avril et 10 mai 1914, est battu aux élections municipales partielles de Nice de 1928 par la liste de Jean Médecin.

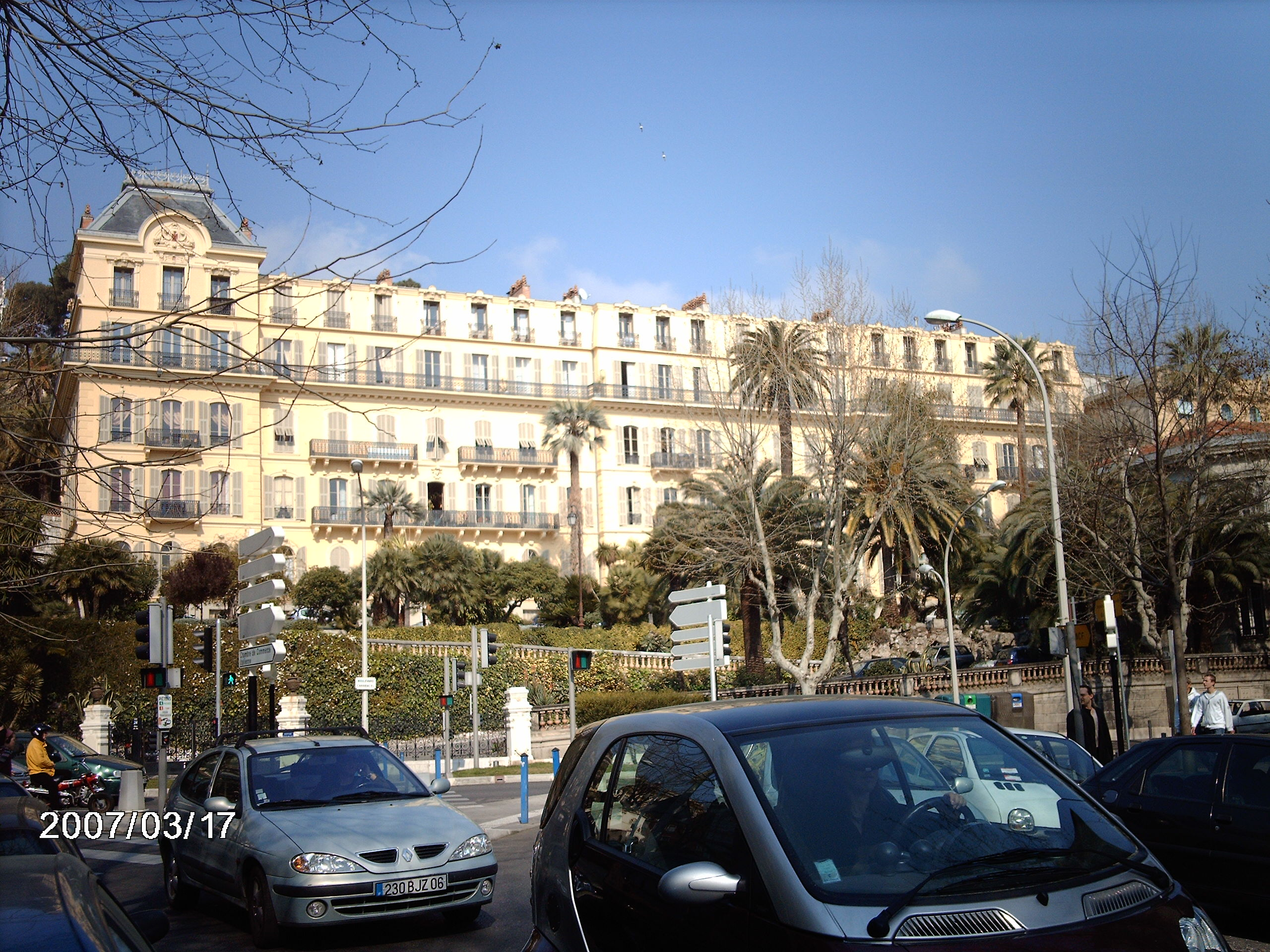
Le Grand Hotel de Nice, 26 boulevard Carabacel

C'est ainsi qu'après avoir fondé à Nice des hôtels de luxe et construit des immeubles imposants, tel le « Grand Palais », boulevard Carabacel, sa holding immobilière la Société des grands hôtels de Nice va connaitre un accroissement exceptionnel à partir de 1920, permettant à Donadei de contrôler la majorité des hôtels de luxe de la Côte d'Azur jusqu'en 1944. Donadei devint, pendant la première guerre mondiale, propriétaire de l'hôtel Ruhl et acquit successivement les hôtels Plaza et de France, Savoy, Royal à Nice, l'hôtel Majestic à Cannes, l'hôtel Majestic à Grenoble, d'autres hôtels à Bourg-en-Bresse, à Saulieu, enfin l'Hôtel de Paris à Paris. En tant que président de la Société des grands hôtels de Nice, il fait appel en 1924 à l'architecte Paul Tissier pour organiser des fêtes qui puissent rivaliser avec celles qui sont données à Cannes.
Aux élections cantonales d'octobre 1928, le maire de Nice, Alexandre Mari est battu dans le 4e canton par Eugène Donadei, largement soutenu par son père Alfred. Mis en minorité, le maire démissionne dans la foulée.
Le renouvellement triennal du Sénat de 1929 lui permet de revenir au Parlement. Il est élu au second tour de scrutin, le 20 octobre 1929, par 241 voix contre 221 face à Flaminius Raiberti, sur 465 votants. Inscrit au groupe de la Gauche démocratique, il siège à la Commission des douanes et des conventions commerciales et à la Commission de la marine. Son activité, diminuée par son mauvais état de santé, se manifeste par diverses questions écrites - notamment au Ministre des Pensions et au Ministre de la Justice - et la signature du contre-projet Damecour sur les bouilleurs de cru (1912).
Il meurt prématurément à Paris, à 57 ans, le 30 mai 1933.
Dans l'éloge funèbre qu'il prononce à la séance du 31 mai, le président du Sénat Jules Jeanneney, après avoir insisté sur son attachement au pays niçois, montra en lui « l'homme qui préférait l'action et les réalisations aux discours, le promoteur du tourisme et des activités de tous ordres qui s'y attachent ».

## Mandats
- Conseiller général de Villars, 1902-1933.
- Député des Alpes-Maritimes, 1906-1914.
- Sénateur des Alpes-Maritimes, 1929-1933.